# Rosa Roca Soriano
Rosa Roca Soriano (Barcelona, 1928 - 1976). Va cursar estudis de Treball Social a l'Escuela de Visitadoras
Sociales Psicólogas a la Càtedra de Psiquiatria de la Facultat de Medicina de Barcelona, i posteriorment va lligar la seva carrera professional com a assistent social al camp de la salut mental.
Va treballar en l'àrea de l'educació i prevenció sanitària. Més endavant va entrar a treballar en el Departament de Psiquiatria Infantil de l'Hospital de Sant Joan de Déu, en el qual va portar a terme una tasca molt important de supervisió dins de l'àmbit del treball social.
Com a assistent social a la Diputació de Barcelona, va treballar a la Clínica Mental de [[Santa
Coloma]], en la qual va desenvolupar un paper molt important en la creació d'espais normalitzadors
de la vida quotidiana de les persones usuàries.
La seva tasca com a professora de treball social va ser cabdal en àmbits com el familiar, la metodologia, el treball de grup i la salut mental. Va crear, amb un equip d'assistents socials, el primer centre privat de treball social, que oferia atenció psicosocial individual i familiar, assessorament i supervisió a professionals. També va ser presidenta d'una de les associacions d'assistents socials, l'actual Col·legi Oficial d'Assistents Socials.

## Altres pioneres del treball social
- Anna Maria Llatas d'Agustí
- Mercè Fontanilles i Mas
- Nati Mir Rocafort